# Gríms saga loðinkinna

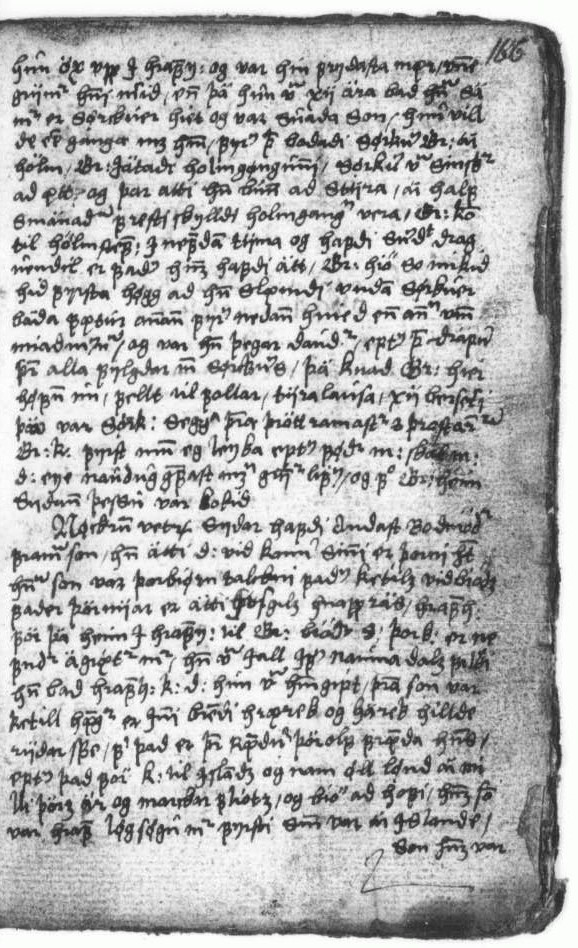
Sida ur tredje kapitlet av Gríms saga loðinkinna. (AM 109a II 8°x fol.)

Gríms saga loðinkinna (Grim ludenkinds saga) är en isländsk fornaldarsaga från 1300-talets början. Sagan är en fortsättning av Ketils saga hœngs (Kettil hanlax' saga) och är den andra i raden av de så kallade Ramstasagorna, som handlar om några av den norska Hrafnistaättens hövdingar på 700- och 800-talen. Sagan har bevarats i 68 olika handskrifter, varav AM 434 4° och AM 471 4° är de förnämsta.

## Handling
Grim ludenkind (Grímr loðinkinni) är son till Kettil hanlax (Ketill hœngr) och den fjärde i raden av till namnet kända hersar från ön Hrafnista (Ramsta) utanför Namdalens kust i Norge. Han står just i begrepp att gifta sig med den fagra hersedottern Lopthœna, då hon spårlöst försvinner sju nätter före bröllopsdagen. Därefter drabbas landet av missväxt och även fisket slår fel. För att finna mat tvingas Grim segla ända upp till Gandvik (Vita havet), där han drar upp skeppet vid ett fiskeläge. På stranden råkar han i strid med två hemska trollkonor, Feima och Kleima Rimnersdöttrar, som försöker bryta sönder hans skepp. Kleima fälls med ett pilskott, medan Feima får ett hugg med yxa så att hon skrikande flyr hem till sina föräldrar Rimner (Hrímnir) och Hyrja. För dem berättar hon vad som hänt, varefter hon dör. Grim följer hennes spår och gömmer sig vid grottans ingång, där han hör hur trollen pratar. Han får då veta att den försvunna Lopthœnas styvmor, Grimhild Jösursdotter, är trollet Rimners egen syster, och att det är hon som har bortfört hans älskade. Grim rusar då in i grottan, hugger huvudet av Rimner och brottar därefter ner Hyrja, som också dödas.
Nästa dag ligger en strandad val i viken, men Grim och hans män råkar i strid med andra fångstmän om bytet. Grim ensam överlever striden men ligger dödligt sårad på stranden när ett nytt ohyggligt kvinnotroll nalkas. Hon är lika bred om baken som hon är lång, har svart hud och hår, och är luden. Hon säger sig kunna läka hans sår om han vill kyssa henne och sova hos henne. Med sin långa, krokiga näsa och snoret hängande i trådar över läpparna är hon harðla ókyssilig, men Grim går i sitt omtöcknade tillstånd med på hennes begäran. Då han vaknar nästa morgon är han helt återställd – och trollet har ömsat skinn! Vid fotändan ligger den avdragna trollhuden och vid hans sida sover Lopthœna. Det var den onda styvmodern som hade förvandlat henne, men nu är förtrollningen bruten.
Den dagen strandar en val i varje vik. Grim och Lopthœna stuvar skeppet fullt med mat och återvänder till Hrafnista. Men den onda styvmodern får en lädersäck trädd över huvudet och slås ihjäl med stenar.
Grim och Lopthœna gifter sig och får dottern Brynhild. När hon är tolv år får hon sin förste friare, som dock blir så kränkt när hon ger honom korgen, att Grim med svärdet Dragvendil måste gå holmgång mot honom. Tolv bärsärkar hugger han ner för sin dotters skull. Brynhild gifter sig senare med Vederorm, son till en Vemund den gamle, och får sonen Vemund, vars son Vederorm långt senare tvingas fly undan Harald hårfagres regim och bli nybyggare i Jämtland.

### Blendingar
Att Brynhild som 12-åring nämns som vuxen kan bero på att hon var blendingr, alltså en hybrid av människa och troll. Hennes farmor (Hrafnhildr Brúnadóttir) var ju ett troll, och hennes farfars far var halvtroll. Sådana hybrider beskrivs ofta som storväxta och brådmogna.
Ett klassiskt exempel är Egil Skallagrimsson, vars farfars mormor var ett troll. Vid tre års ålder var han lika stor och stark som andra gossar vid sju eller åtta. Sin bana som skald började han i treårsåldern, och han begick sitt första yxmord då han var sju år gammal; sitt andra då han var tolv.
Brynhilds farfar, Kettil hanlax Hallbjörnsson, utvecklades också tidigt men tycks ha varit loj – ända tills han plötsligt slog ihjäl två män och en drake. Han var då elva år.
Den förkortade barndomen kan vara ett arv från trollen. Trollungar tycks, liksom djurens ungar, snabbt bli vuxna. De båda "trollkvinnor" (trǫllkonur), Feima och Kleima, som Grim slog ihjäl sedan de angripit hans skepp, var till exempel sex respektive sju år gamla.

## Tillnamnet
Grims tillnamn "ludenkind" förklaras med att hans ena kind redan då han föddes hade en svart hårfläck som inte kunde rakas bort, ty intet järn bet på den hårväxten. Vad som orsakat märket förklaras i Ǫrvar-Odds saga:
När Grims föräldrar Kettil hanlax och Hrafnhildr första gången delade bädd, bredde Hrafnhilds far Brune ut en fäll över dem, ty han ville inte ha dem så synliga då han väntade gäster. Men mitt i natten kikade Hrafnhild ut under fällen. Hon råkade då fästa blicken på en hårig finnes skäggiga kind, "och eftersom Grim sedan hade detta märke, så tror man, att han måste ha blivit avlad i just detta ögonblick".